# Svarttjärnen (Alsens socken, Jämtland, 703706-140899)
Svarttjärnen är en sjö i Krokoms kommun i Jämtland och ingår i Indalsälvens huvudavrinningsområde. Sjön har en area på 0,0738 kvadratkilometer och ligger 510,2 meter över havet. Sjön avvattnas av vattendraget Skalbäcken.

## Delavrinningsområde
Svarttjärnen ingår i det delavrinningsområde (703665-141105) som SMHI kallar för Mynnar i Neder-Kriken. Medelhöjden är 387 meter över havet och ytan är 13,66 kvadratkilometer. Det finns inga avrinningsområden uppströms utan avrinningsområdet är högsta punkten. Skalbäcken som avvattnar avrinningsområdet har biflödesordning 3, vilket innebär att vattnet flödar genom totalt 3 vattendrag innan det når havet efter 284 kilometer. Avrinningsområdet består mestadels av skog (72 procent) och sankmarker (14 procent). Avrinningsområdet har 0,28 kvadratkilometer vattenytor vilket ger det en sjöprocent på 2 procent.